# Área Paterniani

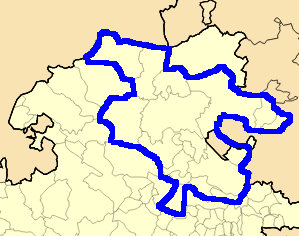
Límites aproximados del área Paterniani.

El área Paterniani es un territorio considerado por algunos investigadores como el área geográfica en la que pudo originarse Castilla. Se encuentra situado en el norte de la provincia de Burgos, en la comarca de Las Merindades.
Aunque sus límites exactos son difusos, la mayoría de autores coinciden en señalar que abarcaría buena parte de la vertiente del Ebro de las Merindades, con estos límites: Merindad de Sotoscueva, Espinosa de los Monteros, Merindad de Montija, Merindad de Valdeporres y Valle de Manzanedo por el oeste, Valle de Mena por el norte, Orduña y Valdegovía (provincia de Álava) por el este, y los montes Obarenes hasta Castellanos de Bureba por el sur.
También es conocida erróneamente como «área Patriniani», debido a una mala traducción del latín.

## Localización
No se conservan documentos que hablen de una localización exacta, por lo que sus fronteras son difusas y varían según el autor.

### Teoría de fray Justo Pérez de Urbel
Cerca de Espinosa de los Monteros se alzaba ya, desde la época romana, un núcleo de población que llevaba el nombre de área Paterniani, y que los repobladores encontrarán más tarde destruido y desolado, posiblemente por los choques de invasión o por el abandono de sus moradores.

Y allí, entre aquellos montes, que empiezan a llenarse con rumores de trabajo y esperanza, encuentran las ruinas de una antigua villa romana, que había quedado desierta y arruinada a consecuencia de la invasión. Llamábase Área Paterniani o Patriniani, y estaba situada entre Pando y Noceto o Nocedo, junto a la vía que iba de Amaya a Castrourdiales en las inmediaciones del lugar, en que se levantará más tarde la villa de Espinosa de los Monteros.

## Historia
Se tiene constancia de la existencia de este territorio gracias a la documentación escrita por el abad Vitulo en un monasterio del Valle de Mena en torno al año 800.

...et S. Martini, quem sub subbicionem Mene manibus nostris fundavimus ipsam basilicam in civitate de Area Patriniani in territorio Castelle...

Este territorio, a partir del año 807, fue ya conocido como parte de Castilla.

## Fortaleza de Tedeja
La teoría de Aniano Cadiñanos habla de que el área era una zona defensiva protegida desde una fortaleza, la de Tedeja, situada en Trespaderne, de cuyo nombre podría provenir el Patri (paderne). Tedeja = Tutela, y el antiguo barrio de Trespaderne Paderno = Paternus, situados a la entrada del desfiladero de la Horadada, deben ser considerados como el enclave donde se localizó el castella-castra Paterni, una de las fortalezas erigidas a fines del Imperio romano, y con continuidad en época visigoda, cuya función era el control y vigilancia de los pueblos del norte.
Se cree que este fue el primer castillo de Castilla, pues estudios arqueológicos lo han datado en finales de la época visigoda (siglo V), aunque asentado sobre restos anteriores, posiblemente romanos.